# Amarti è il mio peccato (Suor Celeste)
Amarti è il mio peccato (Suor Celeste) è un film del 1954, diretto da Sergio Grieco.

## Trama
La contessa Danieli, sposata con due figli, si dimostra una madre egoista riversando tutto l'affetto su Giorgio, l'erede maschio, trascurando la secondogenita, Laura. Quando Elena, figlia illegittima dell'amministratore di casa che si tolse la vita a causa delle irregolarità compiute nella gestione dei beni, corteggia e alla fine conquista il cuore del ragazzo, la madre cerca in tutti i modi di ostacolare quell'unione. Dopo qualche tempo, sopravviene la seconda guerra mondiale e Giorgio è costretto a partire per il fronte nell'aviazione. Prima di una missione in volo, Elena comunica a Giorgio di aspettare un bambino frutto della loro relazione: Giorgio accoglie la notizia con gioia e annuncia a Elena di volerla sposare appena rientrato dalla missione, ma il suo aereo cade e Giorgio viene dato per morto lasciando Elena nella disperazione. Sono passati tre anni ed Elena ha chiamato il bambino con il nome del padre e lo cresce insieme all'amica Valeria. La contessa, che inizialmente non ha creduto che il figlio di Elena sia suo nipote, entra in possesso di una lettera datata un anno prima di Giorgio che riconosce il bambino e chiede il sostegno della famiglia. La contessa, cosciente che il figlio sia ancora vivo, desiderosa di avere per sé il nipote e dargli il cognome Danieli, ricatta allora Elena mediante una presunta lettera in cui il padre di Elena confessava le proprie colpe e rivelandole una parziale verità su Giorgio: le lascia intendere che egli ha riconosciuto il figlio in punto di morte in un ospedale, e ottiene il bambino avuto da Elena. Al colmo della disperazione, dopo aver ceduto al ricatto e cercato di sopravvivere lavorando nel locale notturno in cui lavora Valeria, tenta il suicidio ritrovandosi in un letto d'ospedale. Lì decide di farsi suora, chiamandosi Suor Celeste per poter dedicare la propria vita all'aiuto degli altri, ma finalmente Giorgio riuscito a fuggire dalla prigionia torna a Roma improvvisamente. Un compagno d'armi di Giorgio, ricoverato a Palestrina nell'ospedale dove Suor Celeste cura i feriti di guerra, raggiunto dalla notizia lo fa chiamare proprio da Suor Celeste. Una volta giunto in visita, Giorgio riconosce Elena che, preoccupata dal ricatto della contessa, si nega a Giorgio che la implora invece di tornare con sé e con il figlio. Toccherà alla madre di Giorgio, fino allora severa ed austera, dopo un incidente automobilistico occorso a Giorgio, telefonare al convento dove Elena è novizia per chiamarla al capezzale di Giorgio e tornare dall'uomo che ama e dal figlio.

## Produzione
Il film è ascrivibile al filone dei melodrammi sentimentali, comunemente detto strappalacrime (in seguito ribattezzato dalla critica con il termine neorealismo d'appendice), molto in voga tra il pubblico italiano negli anni del secondo dopoguerra (1945-1955).
Venne iscritto al P.R.C. della SIAE con il n. 1.397. Presentato alla Commissione di Revisione Cinematografica il 27 marzo 1954, ottenne il visto di censura due giorni dopo, il n. 16.302 del 29 marzo 1954, con una lunghezza accertata della pellicola di 2.850 metri.

## Distribuzione
Il film fu distribuito nel circuito cinematografico italiano nella primavera del 1954.
Il 12 ottobre del 1955 venne distribuito anche in Francia con il titolo Les Amants du péché.

## Accoglienza
La pellicola incassò 232.150.000 lire dell'epoca.